# 藍高全
藍高全（1875年—1935年），字左如，福建省鳳山縣阿里港（今臺灣屏東里港）人，日本統治時期企業家、政治家，曾任里港鄉行政首長、阿里港信用組合首任組合長、里港協議會議長等職。屬里港藍家第八世，權傾一時，與堂哥藍高川建立起里港藍家的輝煌世代。

## 生平
藍高全生父為藍登標，後過繼給登標族弟藍登明。少時溫和好學，早年即經營「瑞成商號」，從事砂糖買辦、油車及豆粉製造業在地方上嶄露頭角。明治三十五年（1902）任阿里港區長，隔年臺灣總督府授佩紳章。明治四十三年（1910）擔任臺灣商工銀行（現第一商業銀行）取締役（董事）。大正二年（1913）阿里港信用組合成立，擔任首任組合長（社長）。大正九年（1920），行政區劃改制，高雄州屏東郡里港庄成立，藍高全出任首任庄長。同年與藍高川成立大正實業株式會社，出任董事。大正十年（1921），任里港協議會議長。西元1931年自庄長退休，共任里港地區行政首長三十年。
藍高全熱心於社會、地方事業，相關事蹟有里港公學校創辦人之一、資助籌建阿里港神社與里港浴場等設施、出資五百圓修建信仰中心里港雙慈宮、承攬官有放領地、組織勞動力以繁榮地方財政經濟等。最後因宿疾氣喘過世，享年六十一歲。

## 家庭
藍高全有一妻四妾，共育14子11女，其中兩男兩女夭折，七男藍家顯過繼給弟弟藍高臨（1881-1922）。妻林氏鬆，為阿里港街人，兩人於西元1895年結婚。另有妾徐氏、郭氏、張氏，皆為阿里港人，還有一側室為排灣族公主。
藍高全子從藍家家字輩，女從維字輩。長子藍家美，望重地方，娶一妻三妾，生有十六子；次子藍家聰，取萬丹望族李南長女李開秀為妻，曾任屏東市參議、屏東市南區副區長等職；三男藍家梯畢業自臺北帝國大學醫學部（今臺灣大學醫學系），以堂號為名，在潮州鎮開設「汝南醫院」，懸壺濟世；四男藍家雄任公職，娶九如富豪龔知長女龔梅；六男藍家榮娶九如望族盧仁學之女盧敏，曾任保正、巡察，對於原住民事務多有關心，曾在山邊開設交易所，二戰後官派泰武、獅子、來義鄉秘書；藍家祉跟隨堂哥藍家精，在汪精衛政府下做事，並因口才、人緣極佳，在上海經營煤炭業；藍家鵬為前屏東縣長張豐緒心腹，任其幕僚多年，晚年擔任台灣農畜產工業總經理；藍家安任職於屏東縣議會，最後以主任秘書一職退休。
藍高全娶排灣族公主為妾，起因於西元1926年，屏東蕃地三磨溪社（Samohai社、又稱山毛孩社，今日三地門青山村）原住民暴動，日本官吏要求藍高川將該部落公主納為側室，以收和親之效。藍家因危險不願高川前去，經過家族會議協調，由藍高全前去迎娶。此時他已有妻妾三人，但不敢有所違逆，揮淚而行，一去一年六個月，毫無音信，親人以為藍高全被出草殺死，哀痛不已，據說甚至想設立衣冠冢。沒想到不久後，他帶回高鼻深目、美若天仙的原住民公主，親人才知道藍高全在部落中得享嬌妻，日夜錦衣玉食，飲酒狂歡，流連忘返。